# كابيتانس دي أرسيبو
كابيتانس دي أرسيبو هو فريق كرة سلة للمحترفين تأسس في سنة 1946 يقع مقره في بورتوريكو. يلعب في دوري بورتوريكو لكرة السلة.

## أبرز اللاعبين
من أبرز اللاعبين الذين لعبوا معه:
- بونزي ويلز
- فوفي سانتوري
- ماركوس فيزر
- توني مسنبورج

## وصلات خارجية
- الموقع الرسمي